# SK Hynix
SK Hynix é a segunda maior empresa de semicondutores da Coreia do Sul (atrás apenas da Samsung Electronics) e sexta maior do mundo, foi fundada em 1983 como Hyundai Electronics, porém em março de 2001 a empresa se tornou independente. Desde 1996 a empresa está listada na Korea Exchange, a bolsa de valores da Coreia do Sul.